# Europejski Komisarz ds. klimatu, zeroemisyjności netto i czystego wzrostu

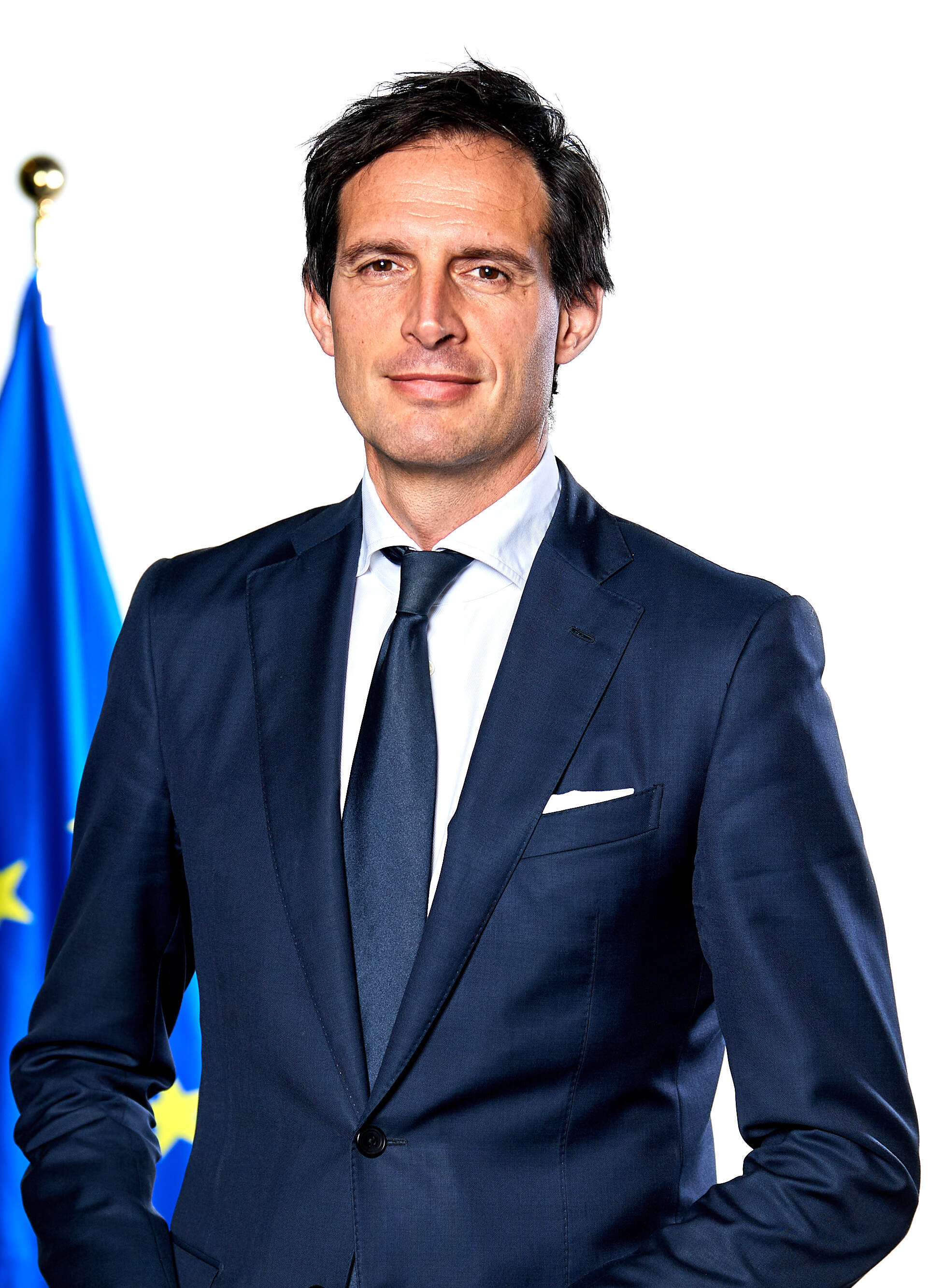
Europejski Komisarz ds. klimatu, zeroemisyjności netto i czystego wzrostu – Wopke Hoekstra

Europejski Komisarz ds. klimatu, zeroemisyjności netto i czystego wzrostu – członek Komisji Europejskiej. Odgrywa kluczową rolę w realizacji polityki klimatycznej Unii Europejskiej, zgodnie z celami określonymi w Europejskim Zielonym Ładzie. Stanowisko koncentruje się na prowadzeniu Europy ku neutralności klimatycznej do 2050 roku oraz osiągnięciu wyznaczonych celów na rok 2030, takich jak redukcja emisji gazów cieplarnianych i promowanie czystych technologii. Odpowiada za koordynację działań związanych z transformacją energetyczną, wspieraniem innowacji w sektorze czystych technologii, a także za sprawiedliwą transformację społeczną i gospodarczą. Obecnym komisarzem jest Wopke Hoekstra.

## Powstanie stanowiska
Stanowisko powstało w odpowiedzi na rosnące wyzwania związane ze zmianami klimatycznymi i konieczność przyspieszenia transformacji energetycznej w Europie. Jego utworzenie odzwierciedla priorytetowe podejście Unii Europejskiej do realizacji założeń Europejskiego Zielonego Ładu, który wyznacza neutralność klimatyczną jako cel strategiczny do 2050 roku. Zostało powołane, aby zintegrować działania klimatyczne z polityką gospodarczą, przemysłową i energetyczną, wspierając jednocześnie sprawiedliwą transformację społeczną. Jego zadaniem jest nie tylko wdrażanie celów klimatycznych UE, ale również rozwijanie globalnej współpracy i wzmacnianie roli Unii jako lidera w negocjacjach klimatycznych. Odpowiada na potrzebę spójności w działaniach na rzecz dekarbonizacji oraz promowania innowacyjnych technologii i zrównoważonego wzrostu gospodarczego w Europie.

## Zakres obowiązków
Europejski Komisarz ds. klimatu, zeroemisyjności netto i czystego wzrostu odpowiada za:
- implementację i przegląd polityki klimatycznej do 2030 roku, w tym ocenę Krajowych Planów Energetycznych i Klimatycznych,
- wprowadzenie celu redukcji emisji o 90% do 2040 roku w Europejskim Prawie Klimatycznym i rozwój polityki klimatycznej po 2030 roku,
- przygotowanie „Czystego Porozumienia Przemysłowego” we współpracy z wiceprzewodniczącym ds. przemysłu i strategii gospodarczej, wspierającego dekarbonizację i inwestycje w czyste technologie.
- zarządzanie funduszami klimatycznymi, w tym Innowacyjnym Funduszem i Środowiskowym Systemem Handlu Emisjami (ETS),
- rozwój rynku węgla i technologii związanych z wychwytywaniem i magazynowaniem dwutlenku węgla oraz wzmacnianie strategii zarządzania węglem w sektorach trudnych do dekarbonizacji,
- dyplomację klimatyczną, prowadzenie globalnych negocjacji w zakresie klimatu i energii oraz promowanie międzynarodowych inicjatyw klimatycznych, takich jak COP w Brazylii,
- opracowanie Europejskiego Planu Adaptacji Klimatycznej, obejmującego ocenę ryzyk klimatycznych oraz promowanie rozwiązań opartych na naturze,
- działania na rzecz sprawiedliwej transformacji społecznej, uwzględniające wsparcie dla regionów i grup społecznych najbardziej dotkniętych skutkami transformacji,
- przegląd opodatkowania energetycznego i rozwój instrumentów fiskalnych wspierających technologie ekologiczne oraz zieloną gospodarkę,
- zwalczanie oszustw podatkowych i unikania opodatkowania, w tym wspieranie wdrażania globalnych reform podatkowych i cyfryzacji systemów podatkowych,
- praca nad komunikacją społeczną w zakresie polityki klimatycznej, przeciwdziałanie dezinformacji oraz zaangażowanie obywateli i interesariuszy w realizację celów klimatycznych UE.

## Lista komisarzy
|   | Komisarz            | Lata      | Komisja          |
| - | ------------------- | --------- | ---------------- |
| 1 | Connie Hedegaard    | 2010–2014 | Barroso II       |
| 2 | Miguel Arias Cañete | 2014–2019 | Juncker          |
| 3 | Frans Timmermans    | 2019–2023 | von der Leyen I  |
| 4 | Wopke Hoekstra      | od 2023   | von der Leyen I  |
| 5 | Wopke Hoekstra      | od 2023   | von der Leyen II |